# Herbert I van Vermandois
Herbert I van Vermandois (ca. 850 - 6 november 902), ook Heribert, was via zijn vader Pepijn van Vermandois en zijn grootvader Bernhard van Italië (die een onecht kind was), een directe afstammeling in mannelijke lijn van de Karolinger Karel de Grote. Door een succesvol bestuur en een handige politiek in de strijd rond de koningstitel van West-Francië werd Herbert een van de machtigste edelen in het noorden van Frankrijk.
In 886 versloeg Herbert de Vikingen bij Parijs en werd hij graaf van Soissons en lekenabt van Saint-Crépin in Soissons. In 888 werd hij graaf van Meaux en Madrie, en gaf leiding aan de verdediging van de Seine en de Oise tegen de Vikingen. Hij was, samen met aartsbisschop Fulco van Reims en zijn broer Peppijn, een van de leiders van de karolingische oppositie tegen de nieuwe koning Odo van Parijs, die in 888-898 de eerste Capetinger op de Franse troon was. In deze periode herbouwde Herbert het kasteel van Château-Thierry. Op 28 januari 893, de verjaardag van het overlijden van Karel de Grote, kroonden Herbert, Peppijn en Fulco, Karel III de Eenvoudige tot Karolingische tegenkoning. Odo wist echter gaandeweg de aanhangers van Karel voor zich te winnen, en Herbert moest in 895 naar Bourgondië vluchten. Het volgende jaar verzoende Herbert zich met Odo en kreeg daarbij het graafschap Vermandois toegewezen. De verzoening werd bezegeld door het huwelijk van hun kinderen. Daarop werd de Vermandois echter veroverd door Rudolf van Kamerijk, broer van Boudewijn II van Vlaanderen, die meende zelf recht op het graafschap te hebben. Herbert wist hem echter te verslaan en doodde daarbij Rudolf op 28 juni 896. Vervolgens breidde Herbert zijn gezag uit en werd heer van Beauvais, Vexin, Chartres en Senlis, en lekenabt van St. Medardus te Soissons, Péronne en Saint Quentin. In 900 viel Boudewijn II van Vlaanderen Herbert nog een keer aan, maar zonder succes. Het lukte Boudewijn later wel om Herbert en aartsbisschop Fulco van Reims samen te laten vermoorden op 6 november 902.
Herbert was vermoedelijk gehuwd met Bertha van Morvois (862-907), en werd vader van:
- Herbert II (ca. 880-943)
- Beatrix (880/883 - na 26 maart 931), gehuwd in 895 met Robert I van Frankrijk
- een dochter (Adela?), gehuwd met graaf Gebhard van de Ufgau
- een dochter (Cunigonde?), gehuwd met graaf Udo van de Wetterau, zoon van Gebhard van Franconië, hertog van Lotharingen.

## Voorouders
| Voorouders van Herbert I van Vermandois (850-907) | Voorouders van Herbert I van Vermandois (850-907)       | Voorouders van Herbert I van Vermandois (850-907)       | Voorouders van Herbert I van Vermandois (850-907) | Voorouders van Herbert I van Vermandois (850-907) |                                         |
| ------------------------------------------------- | ------------------------------------------------------- | ------------------------------------------------------- | ------------------------------------------------- | ------------------------------------------------- | --------------------------------------- |
| Overgrootouders                                   | Pepijn van Italië (777-810) ∞ ? (-)                     | ? (-) ∞ ? (-)                                           | ? (-) ∞ ? (-)                                     | ? (-) ∞ ? (-)                                     |                                         |
| Grootouders                                       | Bernhard van Italië (797-818) ∞ Kunigonde van Laon. (-) | Bernhard van Italië (797-818) ∞ Kunigonde van Laon. (-) | Theoderic uit de Vexin (-) ∞ ? (-)                | Theoderic uit de Vexin (-) ∞ ? (-)                |                                         |
| Ouders                                            | Pepijn van Vermandois (818-850) ∞ ? (-)                 | Pepijn van Vermandois (818-850) ∞ ? (-)                 | Pepijn van Vermandois (818-850) ∞ ? (-)           | Pepijn van Vermandois (818-850) ∞ ? (-)           | Pepijn van Vermandois (818-850) ∞ ? (-) |